# Pero Capico
Pero Capico foi um administrador colonial português. Construiu no litoral pernambucano o primeiro engenho de açúcar de que se tem notícia na América portuguesa.
Primeiro Governador das Partes do Brasil e considerado o primeiro capitão de Pernambuco, foi designado por Dom Manuel I através de Alvará Régio para administrar o litoral brasileiro, chegando a Itamaracá no ano de 1516, na armada de Cristóvão Jacques — que viria a substituí-lo na função dez anos mais tarde, em 1526.

## Biografia
Pero Capico chegou ao litoral brasileiro em 1516 na armada de Cristóvão Jacques, e ficou por dez anos, acumulando fortuna. Em 1527 volta para Portugal também em companhia de Cristóvão Jacques que tinha feito sua segunda viagem ao Brasil naquele momento.